# Olimpio
Olimpio (Olympius) fue un político romano occidental conocido por haber organizado la caída y muerte de Estilicón. Ocupó el cargo de magister officiorum en dos periodos: entre agosto de 408 y mediados de 409 así como entre finales de 409 y febrero de 410, ambos bajo el gobierno de Honorio. Durante el primero fue el hombre fuerte de la corte de Rávena.  Sucedió en el puesto a Naemorius.

## Primeros años
Era un eunuco que había nacido en algún lugar cerca del mar Negro. Poco se sabe de los primeros años de su carrera. Tuvo que llegar a occidente junto a varios personajes más de la corte de Constantinopla cuando Teodosio venció a Eugenio en el año 394 y unificó el Imperio en su persona. Estilicón —quien también había llegado en las mismas circunstancias— asumió su patronazgo e impulsó su carrera dentro de la Administración imperial. Parece ser que comenzó como notarius en la corte de Milán y luego se trasladó a Roma donde trabajó como funcionario de la ciudad. Allí participó en el funeral de la esposa de un senador durante el invierno de 396. Ascendió en la jerarquía administrativa y para el año 407 había conseguido ser nombrado magister scriniorum puesto en el que sustituyó a Claudio Póstumo Dardano.

## Ascenso al poder
Tras llegar a la cúpula de la Administración, se ganó la confianza del emperador y se alienó en una facción anti-bárbara surgida dentro de la corte quienes buscaban un mejor entendimiento con el Imperio oriental y rechazaban el uso de bárbaros dentro del ejército. Esto era una posición contraria a la que seguía Estilicón quien había incorporado al ejército gran cantidad de godos capturados tras la invasión de Radagaiso y preparaba una expedición militar para arrebatar el Ilírico oriental a la corte de Constantinopla.
A mediados del año 408 llegó la noticia de la muerte de Arcadio y surgió en la corte una división de opiniones sobre la política a adoptar al respecto. Olimpio aprovechó esta oportunidad e hizo levantar sospechas en Honorio de que Estilicón planeaba poner a su propio hijo como emperaror de Oriente. Igualmente, consiguió instigar un motín entre las tropas estacionadas en Pavía quienes, durante una visita del emperador, el 13 de agosto dieron muerte a varios seguidores del general así como a destacados miembros de la corte, entre ellos Nemorio, el magister officiorum.
Olimpio consiguió, finalmente, convencer a Honorio para ordenar el apresamiento y muerte de Estilicón quien, después del motín, había buscado refugio en una iglesia de Rávena. Aunque los seguidores del general se dispusieron a defenderlo, este prefirió no presentar resistencia frente a su ejecución y evitar, así, una guerra civil.

## Hombre fuerte de la corte
Tras la muerte de Estilicón, Olimpio fue nombrado magister officiorum y se convirtió en la persona dominante dentro de la corte. Sus primeras medidas fueron colocar a sus partidarios en los puestos clave de la Administración y el ejército a la vez que emprendía una purga y persecución de los de Estilicón. El triunfo del partido anti-bárbaro llevó, también, a que se desatasen pogromos en las poblaciones italianas contra las familias de los soldados bárbaros que servían en el ejército. Estos abandonaron en masa sus unidades y se unieron a Alarico facilitando, así, su segunda invasión de Italia.
Olimpio aconsejó a Honorio en contra de llegar a un acuerdo de paz con el líder godo y le convenció para poner a Varanes, Turpilio y Vigilancio al frente de la infantería, caballería y guardia  del palacio, respectivamente. Estos resultaron ser completas nulidades que no supieron organizar mínimamente una resistencia contra los invasores visigodos quienes para noviembre de 408 consiguieron poner a Roma bajo asedio. El cerco fue levantado tras el pago de un rescate y la promesa de acordar una alianza con Honorio. Cuando llegaron a Rávena los enviados de Roma para negociar el acuerdo, Olimpio intrigó para impedirlo a la vez que ocupaba su tiempo en perseguir a los partidarios de Estilicón.
El gobierno de Honorio rechazó, finalmente, la alianza propuesta por los visigodos e intentó responder militarmente. Envío un contingente desde Dalmacia a la ciudad de Roma para dotarla de guarnición y el propio Olimpio comandó un grupo de hunos para impedir que Ataúlfo se uniera, con más tropas, a Alarico. El fracasó en ambas acciones y la evolución desfavorable de la situación desde el ascenso de Olimpio llevó a que, en febrero de 409, varios eunucos de la corte consiguiesen convencer al emperador para destituirlo. Este, ante el incierto panorama que se le presentaba, decidió refugiarse en Dalmacia.

## Caída y muerte
Tras su destitución, el nuevo hombre fuerte de la corte fue el prefecto del pretorio para Italia: Jovio, quien retomó las negociaciones con Alarico. La falta de acuerdo llevó a que los visigodos volviesen a cercar la ciudad de Roma en 409 e hiciesen elegir a un emperador diferente: Prisco Átalo. En el siguiente año 410, Jovio abandonó a Honorio y se pasó al bando del usurpador.
Parece ser que entre finales de 409 y principios de 410, Olimpio recuperó el favor de Honorio y se le restituyó en su puesto aunque sin ejercer el control que había tenido anteriormente. Sin embargo, Flavio Constancio (un seguidor de Estilicón que había podido esquivar las persecuciones de Olimipio) consiguió ascender en la corte y ser nombrado magister militum. Una de sus primeras acciones fue acabar con Olimpio a quien se le cortaron las orejas y fue apaleado hasta la muerte delante del emperador.